# Ciclismo ai Giochi della XXV Olimpiade - Cronometro a squadre
La cronometro a squadre dei Giochi della XXV Olimpiade si svolse il 26 luglio 1992 in Spagna a Barcellona al circuito di Catalogna e lungo l'autostrada C-33 sulla classica distanza dei 100 km. L'oro è stato conquistato dal quartetto tedesco composto da Michael Rich, Bernd Dittert, Christian Meyer e Uwe Peschel davanti al quartetto italiano e quello francese.

## Programma
| Data                    | Ora   | Turno  |
| ----------------------- | ----- | ------ |
| Domenica 26 luglio 1992 | 17:30 | Finale |

## Ordine d'arrivo
| Pos. | Nazione                            | Atleti                                                                         | 50 km    | Tempo    |
| ---- | ---------------------------------- | ------------------------------------------------------------------------------ | -------- | -------- |
|      | Germania                           | Michael Rich, Bernd Dittert, Christian Meyer, Uwe Peschel                      | 56'46"   | 2h01'39" |
|      | Italia                             | Andrea Peron, Flavio Anastasia, Luca Colombo, Gianfranco Contri                | 56'32"   | 2h02'39" |
|      | Francia                            | Jean-Louis Harel, Hervé Boussard, Didier Faivre-Pierret, Philippe Gaumont      | 58'15"   | 2h05'25" |
| 4    | Squadra Unificata                  | Igor Dzyuba, Oleh Halkin, Igor Pastukhovich, Igor Patenko                      | 58'54"   | 2h05'34" |
| 5    | Spagna                             | Miguel Fernández, Álvaro González de Galdeano, Eleuterio Mancebo, David Plaza  | 59'08"   | 2h06'11" |
| 6    | Polonia                            | Grzegorz Piwowarski, Andrzej Sypytkowski, Dariusz Baranowski, Marek Leśniewski | 59'06"   | 2h06'34" |
| 7    | Svizzera                           | Thomas Boutellier, Roland Meier, Beat Meister, Theodor Rinderknecht            | 59'26"   | 2h06'35" |
| 8    | Cecoslovacchia                     | Jaroslav Bílek, Miroslav Lipták, Pavel Padrnos, František Trkal                | 59'44"   | 2h06'44" |
| 9    | Paesi Bassi                        | John den Braber, Pelle Kil, Bart Voskamp, Jaap ten Kortenaar                   | 1h00'17" | 2h07'49" |
| 10   | Nuova Zelanda                      | Brian Fowler, Paul Leitch, Graeme Miller, Chris Nicholson                      | 1h00'50" | 2h08'10" |
| 11   | Norvegia                           | Stig Kristiansen, Roar Skaane, Bjørn Stenersen, Karsten Stenersen              | 58'35"   | 2h08'25" |
| 12   | Australia                          | Robert Crowe, Darren Lawson, Robert McLachlan, Grant Rice                      | 1h01'19" | 2h09'19" |
| 13   | Canada                             | Colin Davidson, Chris Koberstein, Todd McNutt, Yvan Waddell                    | 1h01'21" | 2h10'33" |
| 14   | Gran Bretagna                      | Gary Dighton, Stephen Farrell, Matt Illingworth, Peter Longbottom              | 1h01'42" | 2h12'14" |
| 15   | Cina                               | Li Wenkai, Wang Shusen, Zhu Zhengjun, Tang Xuezhong                            | 1h02'49" | 2h12'38" |
| 16   | Stati Uniti                        | George Hincapie, Nathan Sheafor Scott Mercier, John Stenner                    | 1h02'21" | 2h13'35" |
| 17   | Irlanda                            | Mark Kane, Kevin Kimmage, Robert Power, Paul Slane                             | 1h03'18" | 2h14'32" |
| 18   | Partecipanti Olimpici Indipendenti | Mićo Brković, Aleksandar Milenković, Mikoš Rnjaković, Dušan Popeskov           | 1h03'04" | 2h14'37" |
| 19   | Mongolia                           | Zundui Naran, Dashnyamyn Tömör-Ochir, Jamsran Ulzii-Orshikh, D. Mönkhbat       | 1h04'21" | 2h16'52" |
| 20   | Brasile                            | Hernandes Quadri, Fernando Louro, Euripides Ferreira, Márcio May               | 1h04'36" | 2h22'00" |
| 21   | Iran                               | Nima Ebrahim, Hussain Eslami, Khosrow Ghamari, Hossein Mahmoudi                | 1h07'16" | 2h24'44" |
| 22   | Bahrein                            | Mamdooh Al-Doseri, Saber Mohamed Hasan, Jameel Kadhem, Jamal Al-Doseri         | 1h08'21" | 2h26'00" |
| 23   | Emirati Arabi Uniti                | Ali Al-Abed, Mansoor Bu Osaiba, Khamis Harib, Khalifa Bin Omair                | 1h08'44" | 2h27'41" |
| 24   | Isole Cayman                       | Alfred Ebanks, Don Campbell, Craig Merren, Stefan Baraud                       | 1h10'44" | 2h33'30" |
| 25   | Guam                               | Wil Yamamoto,Jazy Garcia, Manuel García, Martin Santos                         | 1h11'19" | 2h34'41" |
| 26   | Arabia Saudita                     | Medhadi Al-Dosari, Saleh Al-Qobaissi, Mohamed Al-Takroni                       | 1h12'48" | 2h35'30" |
| 27   | Belize                             | Orlando Chavarria, Douglas Lamb, Michael Lewis, Ernest Meighan                 | 1h12'53" | 2h42'38" |
| 28   | Etiopia                            | Biruk Abebe, Hailu Fana, Asmelash Geyesus, Danial Fesshaye                     | 1h11'57" | 2h45'43" |
| 29   | Rep. Centrafricana                 | Rufin Molomadan, Vincent Gomgadja, Obed Ngaite, Christ Yarafa                  | 1h17'05" | 2h49'28" |
| -    | Svezia                             | Michael Andersson, Björn Johansson, Jan Karlsson, Johan Fagrell                | 58'35"   | DNF      |
| -    | Zaire                              | Mobance Amisi, Selenge Kimoto, Niampala Mongay, Ndjibu N'Golomingi             | DNS      | DNS      |